# Pavlo (Valujskyj)
Pavlo (světským jménem: Roman Dmytrovyč Valujskyj; * 30. června 1977, Roveňky) je ukrajinský duchovní Ukrajinské pravoslavné církve Moskevského patriarchátu, arcibiskup bilovodský a vikář luhanské eparchie.

## Život
Narodil se 30. června 1977 v Roveňkách.
Po střední škole nastoupil na Luhanskou zdravotnickou univerzitu. Roku 1997 se stal čtecem katedrálního chrámu svatých Petra a Pavla v Luhansku. Dne 2. července 1997 jej arcibiskup Ioannikij (Kobzev) rukopoložil na diákona a 7. července na jereje. Studoval dálkově na Kyjevském duchovním semináři.
Dne 3. ledna 1997 byl postřižen na monacha se jménem Pavlo na počest svatého apoštola Pavla. Od roku 2000 sloužil v Uspenském chrámu ve vesnici Verchnij Minčenok. Dne 12. dubna 2003 byl povýšen na igumena.
V letech 2007–2011 studoval na Luhanské teologické univerzitě. Poté zde přednášel a stal se prorektorem pro pedagogickou činnost.
Dne 12. dubna 2008 byl povýšen na archimandritu. Zastával různé funkce v luhanské eparchiální správě.
Dne 6. prosince 2019 jej Svatý synod Ukrajinské pravoslavné církve zvolil biskupem bilovodským a vikářem luhanské eparchie. Biskupská chirotonie proběhla o tři dny později v Kyjevskopečerské lávře. Hlavním světitelem byl metropolita kyjevský a celé Ukrajiny Onufrij (Berezovskyj), který jej 17. srpna 2022 povýšil na arcibiskupa.